# Callambulyx
Callambulyx este un gen de molii din familia Sphingidae. 

## Specii
- Callambulyx amanda - Rothschild & Jordan 1903
- Callambulyx junonia - (Butler 1881)
- Callambulyx kitchingi - Cadiou 1996
- Callambulyx poecilus - (Rothschild 1898)
- Callambulyx rubricosa - (Walker 1856)
  - Callambulyx rubricosa piepersi - (Snellen, 1880)
- Callambulyx schintlmeisteri - Brechlin 1997
- Callambulyx sichangensis - Chu & Wang, 1980
- Callambulyx sinjaevi - Brechlin, 2000
- Callambulyx tatarinovii - (Bremer & Grey 1853)
  - Callambulyx tatarinovii formosana - Clark, 1935 
  - Callambulyx tatarinovii gabyae - Bryk, 1946

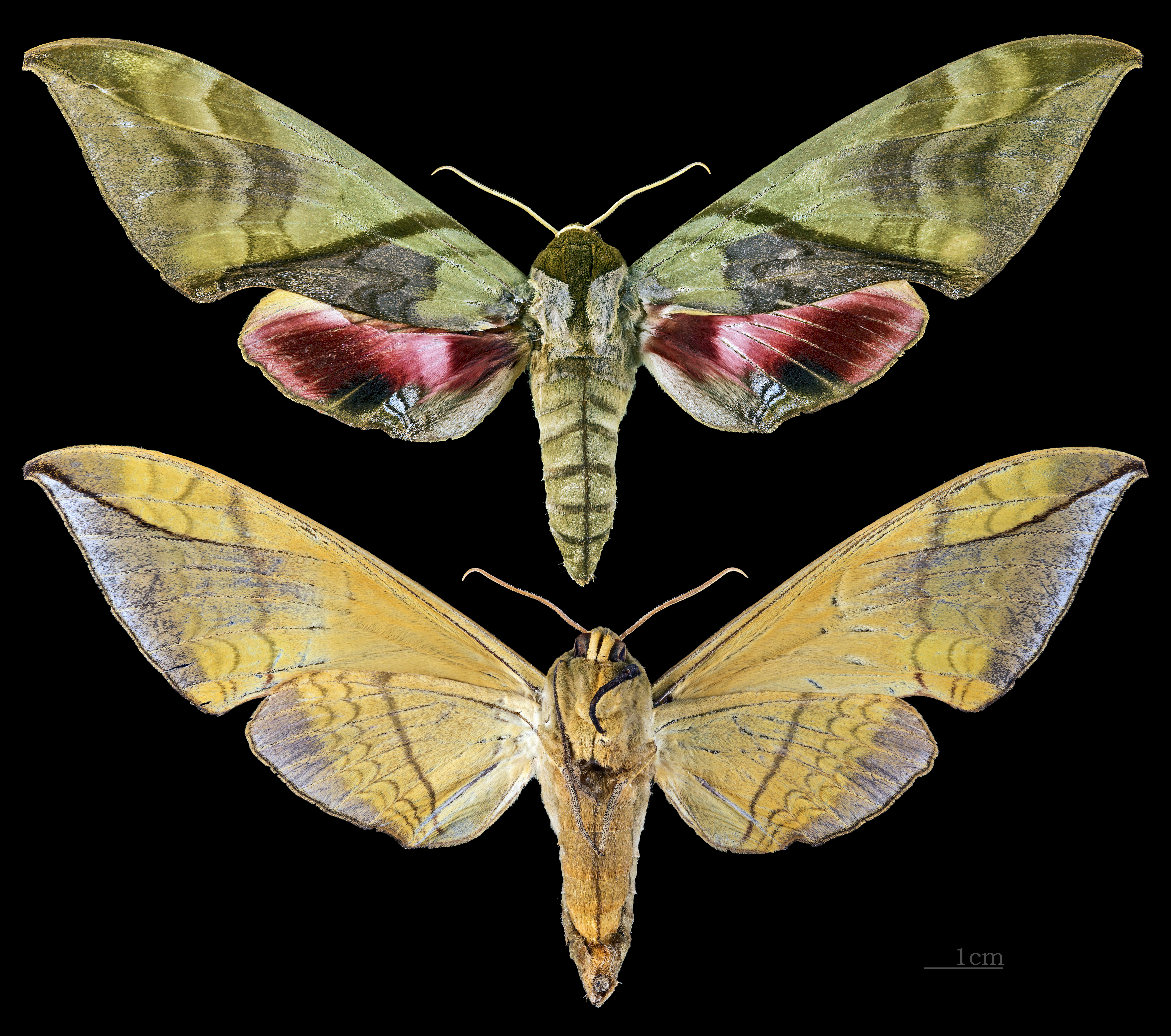
Callambulyx amanda
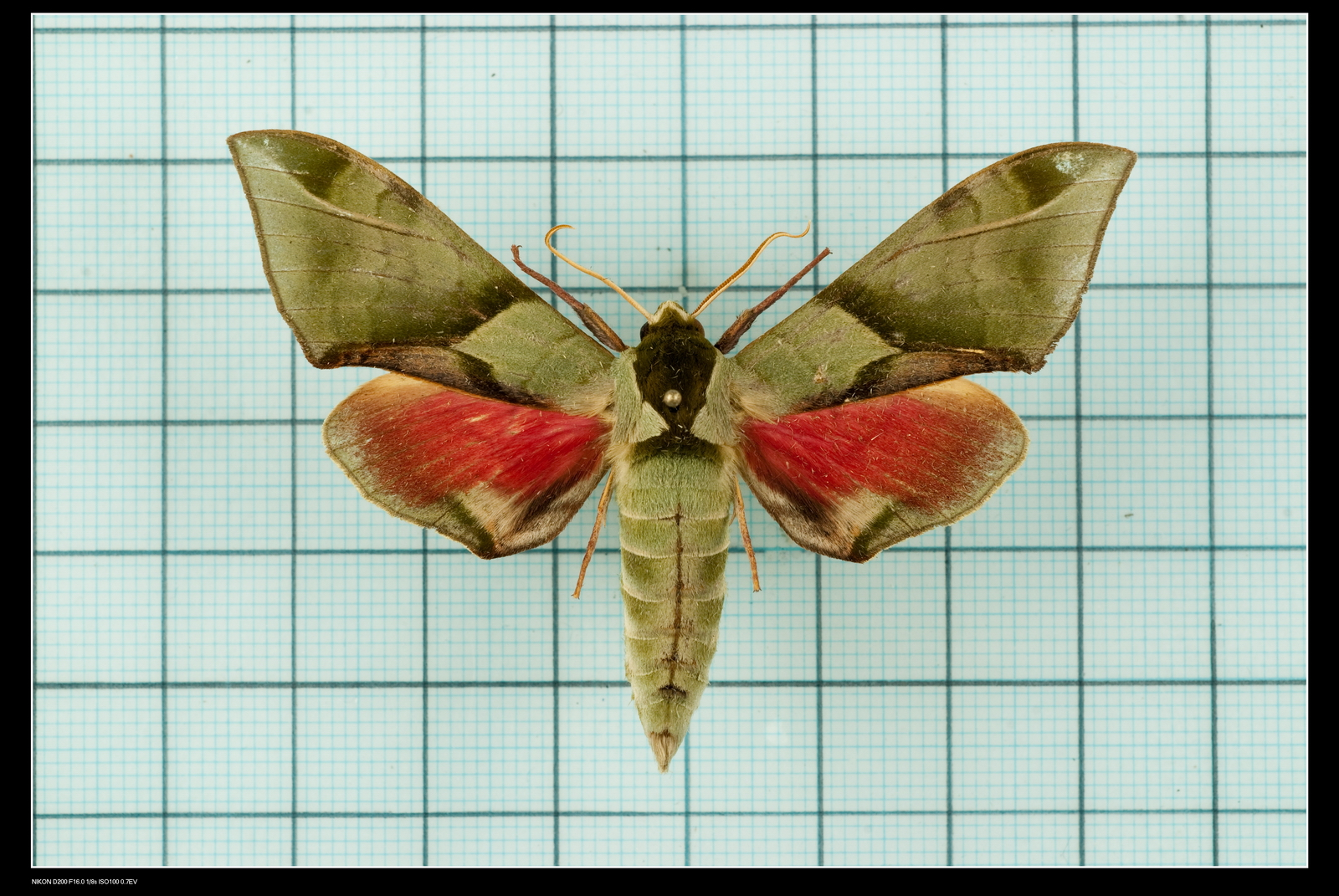
Callambulyx poecilus formosana
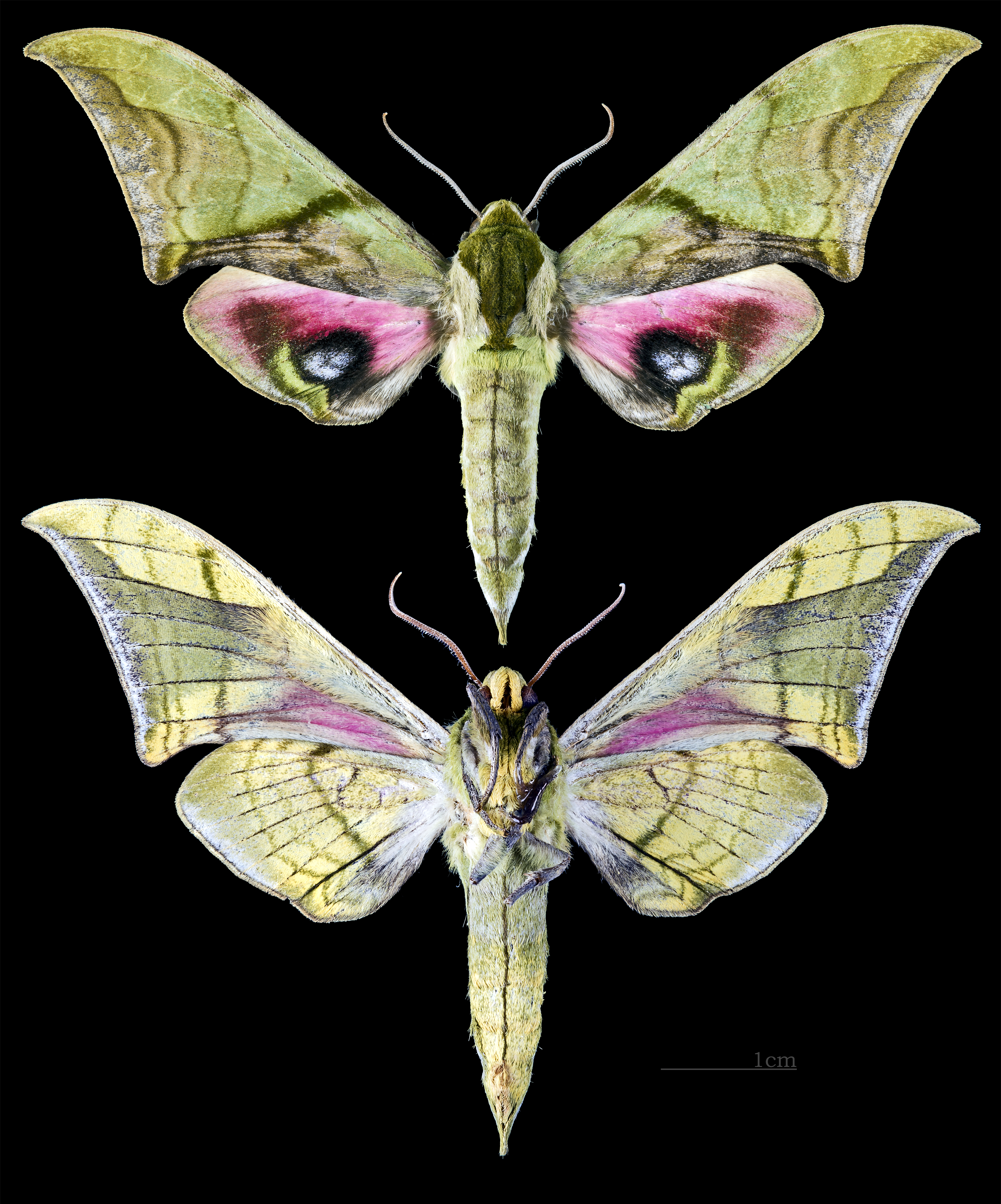
Callambulyx junonia
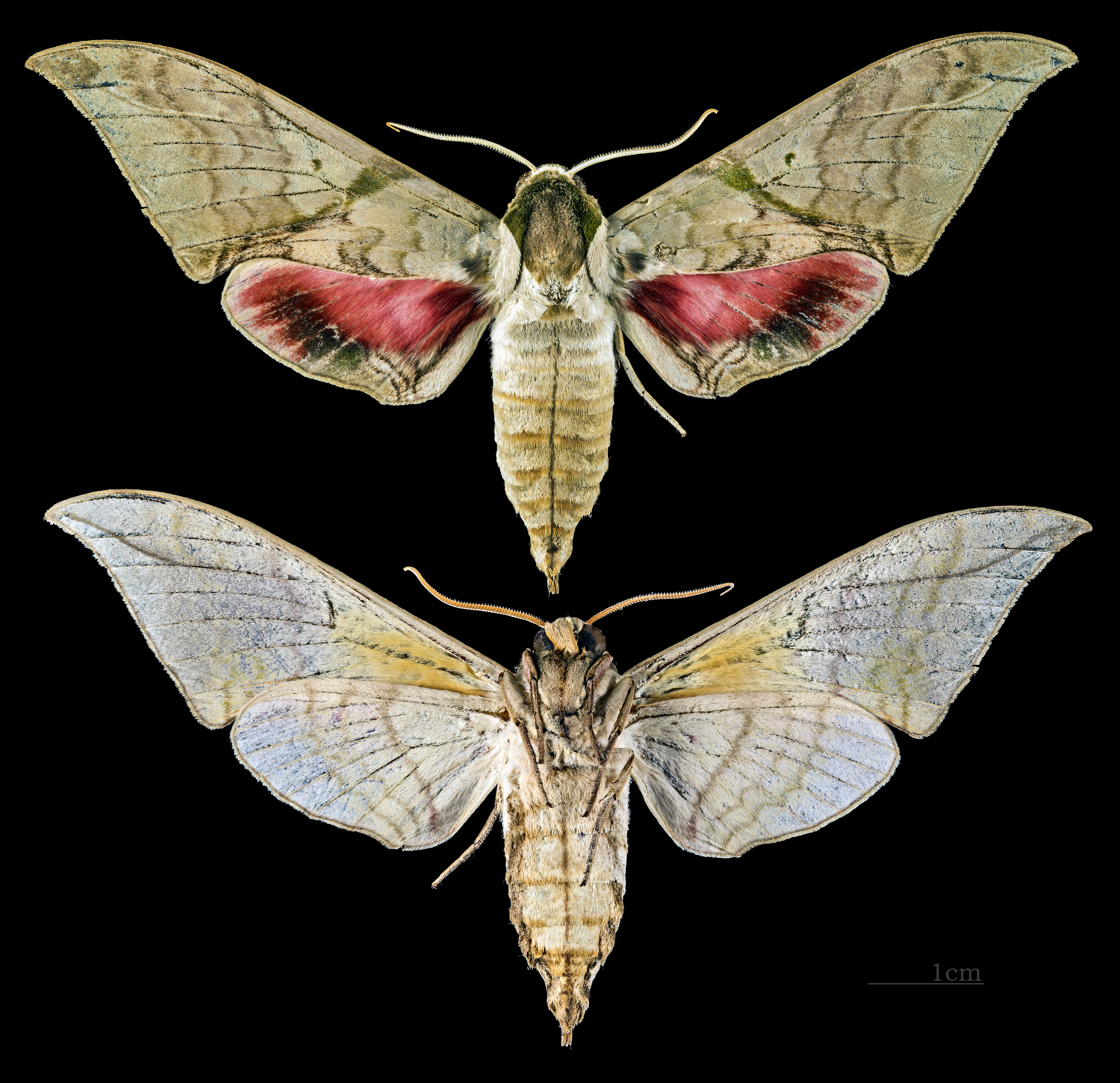
Callambulyx rubricosa piepersi
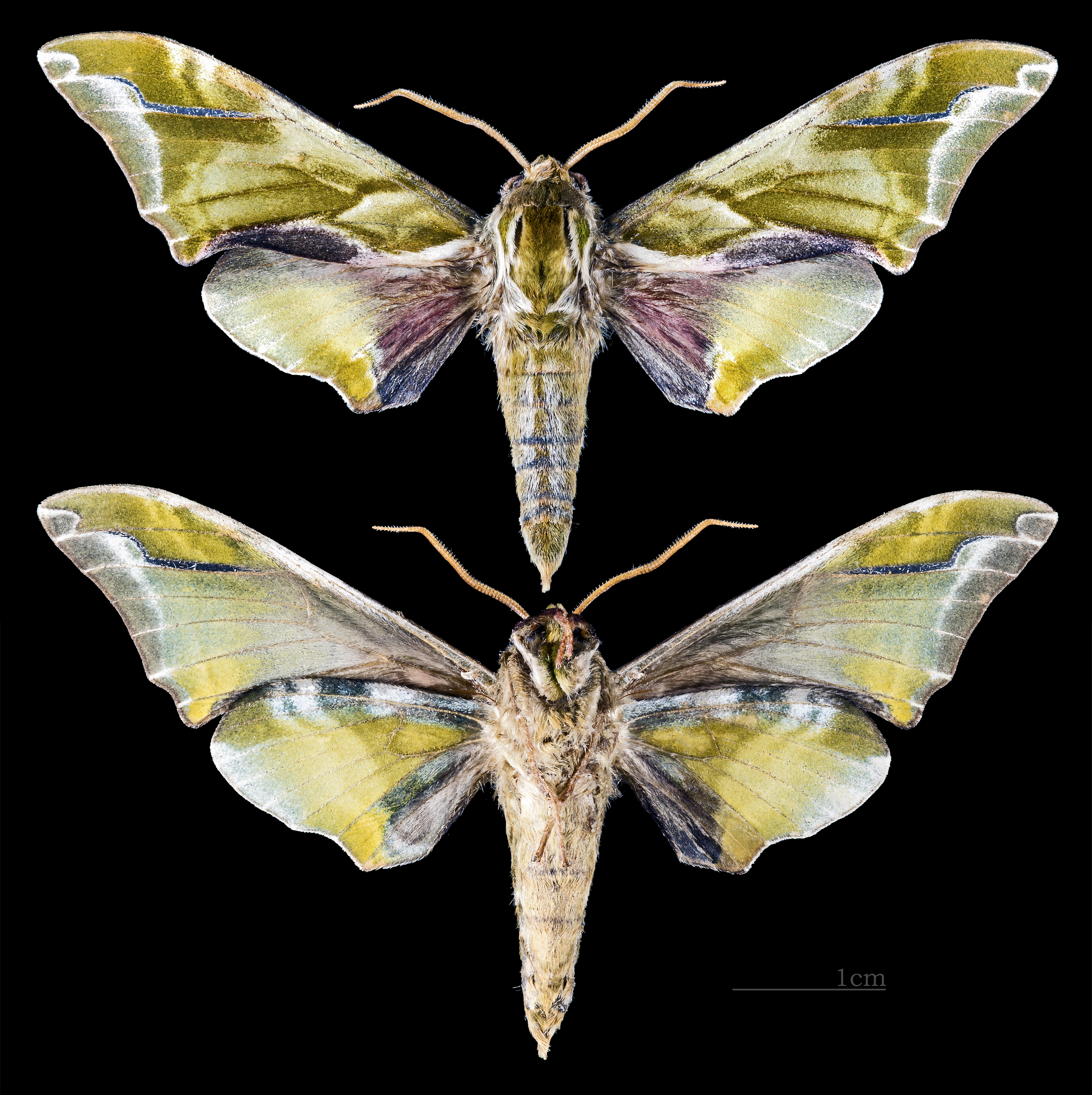
Callambulyx sinjaevi
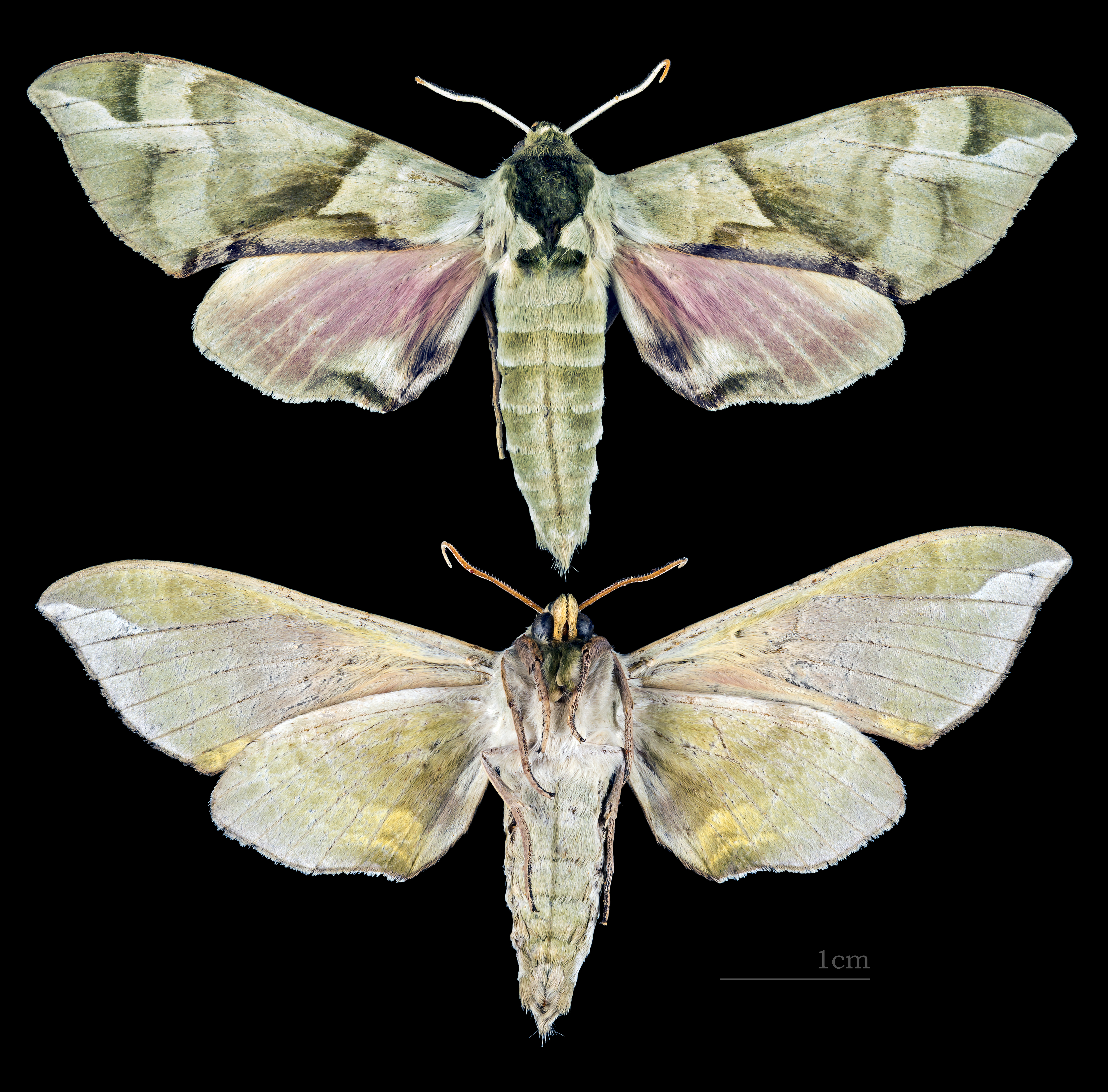
Callambulyx tatarinovii